# Canottaggio ai XVI Giochi paralimpici estivi - Quattro con misto
Le gare di canottaggio due di coppia misto ai XVI Giochi paralimpici estivi si sono svolte dal 27 al 29 agosto 2021 presso il Sea Forest Waterway di Tokyo. Alla competizione hanno partecipato 24 atleti provenienti da 12 Paesi. 

## Risultati
Tutti i tempi sono espressi in minuti. Gli atleti sono elencati secondo la posizione occupata in barca, nel seguente ordine: capovoga, secondo, terzo, prua e timoniere.

### Batterie
Entrambe le batterie sono state disputate il 27 agosto 2021. I primi classificati di ciascuna batteria hanno avuto accesso alla finale A, gli altri hanno disputato una gara di ripescaggio ciascuno.

#### Batteria 1
| Pos. | Atleta | Nazione     | Tempo   | Note |
| ---- | --- | ----------- | ------- | ---- |
| 1    | Allie Reilly Danielle Hansen Charley Nordin John Tanguay Karen Petrik                                                         | Stati Uniti | 7:19,97 | FA   |
| 2    | Alexandra Viney Nikki Ayers Thomas Birtwhistle James Talbot Renae Domaschenz                                                  | Australia   | 7:30,72 | R    |
| 3    | Michal Feinblat Simon Goren Shtouk Barak Hazor Achiya Klein Marlaina Miller                                                   | Israele     | 7:38,95 | R    |
| 4    | Bayleigh Hooper Andrew Todd Victoria Nolan Kyle Fredrickson Laura Court                                                       | Canada      | 7:43,84 | R    |
| 5    | Oleksandra Polianska Dariia Kotyk Stanislav Samoliuk Maksym Zhuk Yuliia Malasai                                               | Ucraina     | 7:48,95 | R    |
| 6    | Josefa Benitez Guzman Jorge Pineda Matabuena Enrique Floriano Millan Veronica Rodriguez Pulido Estibalit Armendariz Zubillaga | Spagna      | 8:08,53 | R    |

#### Batteria 2
| Pos. | Atleta | Nazione       | Tempo   | Note |
| ---- | --- | ------------- | ------- | ---- |
| 1    | Ellen Buttrick Giedrė Rakauskaitė James Fox Oliver Stanhope Erin Kennedy                                                              | Gran Bretagna | 7:09,44 | FA   |
| 2    | Erika Sauzeau Antoine Jesel Remy Taranto Margot Boulet Robin le Barreau                                                               | Francia       | 7:26,21 | R    |
| 3    | Cristina Scazzosi Alessandro Alfonso Brancato Lorenzo Bernard Greta Elizabeth Muti Lorena Fuina                                       | Italia        | 7:32,07 | R    |
| 4    | Anna Piskunova Ekaterina Moshkovskaia Anton Voronov Evgenii Borisov Evgenii Terekhov                                                  | RPC           | 7:36,34 | R    |
| 5    | Ana Paula Madruga de Souza Diana Cristina Barcelos de Oliveira Valdeni da Silva Junior Jairo Natanael Frohlich Klug Jucelino da Silva | Brasile       | 7:56.75 | R    |
| 5    | Haruka Yao Yui Kimura Toshihiro Nishioka Ryohei Ariyasu Hiroyuki Tatsuta                                                              | Giappone      | 8:14,09 | R    |

### Ripescaggi
Entrambe le gare si sono svolte il 28 agosto 2021. I primi due classificati di ciascun ripescaggio hanno avuto accesso alla finale A, gli altri alla finale B.

#### Ripescaggio 1
| Pos. | Atleta | Nazione   | Tempo   | Note |
| ---- | --- | --------- | ------- | ---- |
| 1    | Alexandra Viney Nikki Ayers Thomas Birtwhistle James Talbot Renae Domaschenz                                                          | Australia | 7:06,98 | FA   |
| 2    | Cristina Scazzosi Alessandro Alfonso Brancato Lorenzo Bernard Greta Elizabeth Muti Lorena Fuina                                       | Italia    | 7:08,15 | FA   |
| 3    | Ana Paula Madruga de Souza Diana Cristina Barcelos de Oliveira Valdeni da Silva Junior Jairo Natanael Frohlich Klug Jucelino da Silva | Brasile   | 7:15,77 | FB   |
| 4    | Bayleigh Hooper Andrew Todd Victoria Nolan Kyle Fredrickson Laura Court                                                               | Canada    | 7:15,81 | FB   |
| 5    | Josefa Benitez Guzman Jorge Pineda Matabuena Enrique Floriano Millan Veronica Rodriguez Pulido Estibalit Armendariz Zubillaga         | Spagna    | 7:39,64 | FB   |

#### Ripescaggio 2
| Pos. | Atleta                                                                               | Nazione  | Tempo   | Note |
| ---- | ------------------------------------------------------------------------------------ | -------- | ------- | ---- |
| 1    | Erika Sauzeau Antoine Jesel Remy Taranto Margot Boulet Robin le Barreau              | Francia  | 7:06,02 | FA   |
| 2    | Michal Feinblat Simon Goren Shtouk Barak Hazor Achiya Klein Marlaina Miller          | Israele  | 7:09,59 | FA   |
| 3    | Oleksandra Polianska Dariia Kotyk Stanislav Samoliuk Maksym Zhuk Yuliia Malasai      | Ucraina  | 7:13,95 | FB   |
| 4    | Anna Piskunova Ekaterina Moshkovskaia Anton Voronov Evgenii Borisov Evgenii Terekhov | RPC      | 7:22,31 | FB   |
| 5    | Haruka Yao Yui Kimura Toshihiro Nishioka Ryohei Ariyasu Hiroyuki Tatsuta             | Giappone | 7:52,35 | FB   |

### Finali
Le gare sono state disputate il 29 agosto 2021.

#### Finale A
| Pos.    | Atleta                                                                                          | Nazione       | Tempo   | Note |
| ------- | ----------------------------------------------------------------------------------------------- | ------------- | ------- | ---- |
| Oro     | Ellen Buttrick Giedrė Rakauskaitė James Fox Oliver Stanhope Erin Kennedy                        | Gran Bretagna | 7:09,08 |      |
| Argento | Allie Reilly Danielle Hansen Charley Nordin John Tanguay Karen Petrik                           | Stati Uniti   | 7:20,13 |      |
| Bronzo  | Erika Sauzeau Antoine Jesel Remy Taranto Margot Boulet Robin le Barreau                         | Francia       | 7:27,04 |      |
| 4       | Alexandra Viney Nikki Ayers Thomas Birtwhistle James Talbot Renae Domaschenz                    | Australia     | 7:34,73 |      |
| 5       | Cristina Scazzosi Alessandro Alfonso Brancato Lorenzo Bernard Greta Elizabeth Muti Lorena Fuina | Italia        | 7:37,53 |      |
| 6       | Michal Feinblat Simon Goren Shtouk Barak Hazor Achiya Klein Marlaina Miller                     | Israele       | 7:51,42 |      |

#### Finale B
| Pos. | Atleta | Nazione  | Tempo   | Note |
| ---- | --- | -------- | ------- | ---- |
| 7    | Anna Piskunova Ekaterina Moshkovskaia Anton Voronov Evgenii Borisov Evgenii Terekhov                                                  | RPC      | 7:39,84 |      |
| 8    | Bayleigh Hooper Andrew Todd Victoria Nolan Kyle Fredrickson Laura Court                                                               | Canada   | 7:43,03 |      |
| 9    | Oleksandra Polianska Dariia Kotyk Stanislav Samoliuk Maksym Zhuk Yuliia Malasai                                                       | Ucraina  | 7:45,23 |      |
| 10   | Ana Paula Madruga de Souza Diana Cristina Barcelos de Oliveira Valdeni da Silva Junior Jairo Natanael Frohlich Klug Jucelino da Silva | Brasile  | 7:46,67 |      |
| 11   | Josefa Benitez Guzman Jorge Pineda Matabuena Enrique Floriano Millan Veronica Rodriguez Pulido Estibalit Armendariz Zubillaga         | Spagna   | 8:12,51 |      |
| 12   | Haruka Yao Yui Kimura Toshihiro Nishioka Ryohei Ariyasu Hiroyuki Tatsuta                                                              | Giappone | 8:36,89 |      |